# Rock indígena
O rock indígena ou aborígene se refere a um estilo de música que mistura rock com a instrumentação e os estilos de canto dos povos indígenas. Dois países com cenas de rock aborígene proeminentes são Austrália e Canadá.

## Austrália

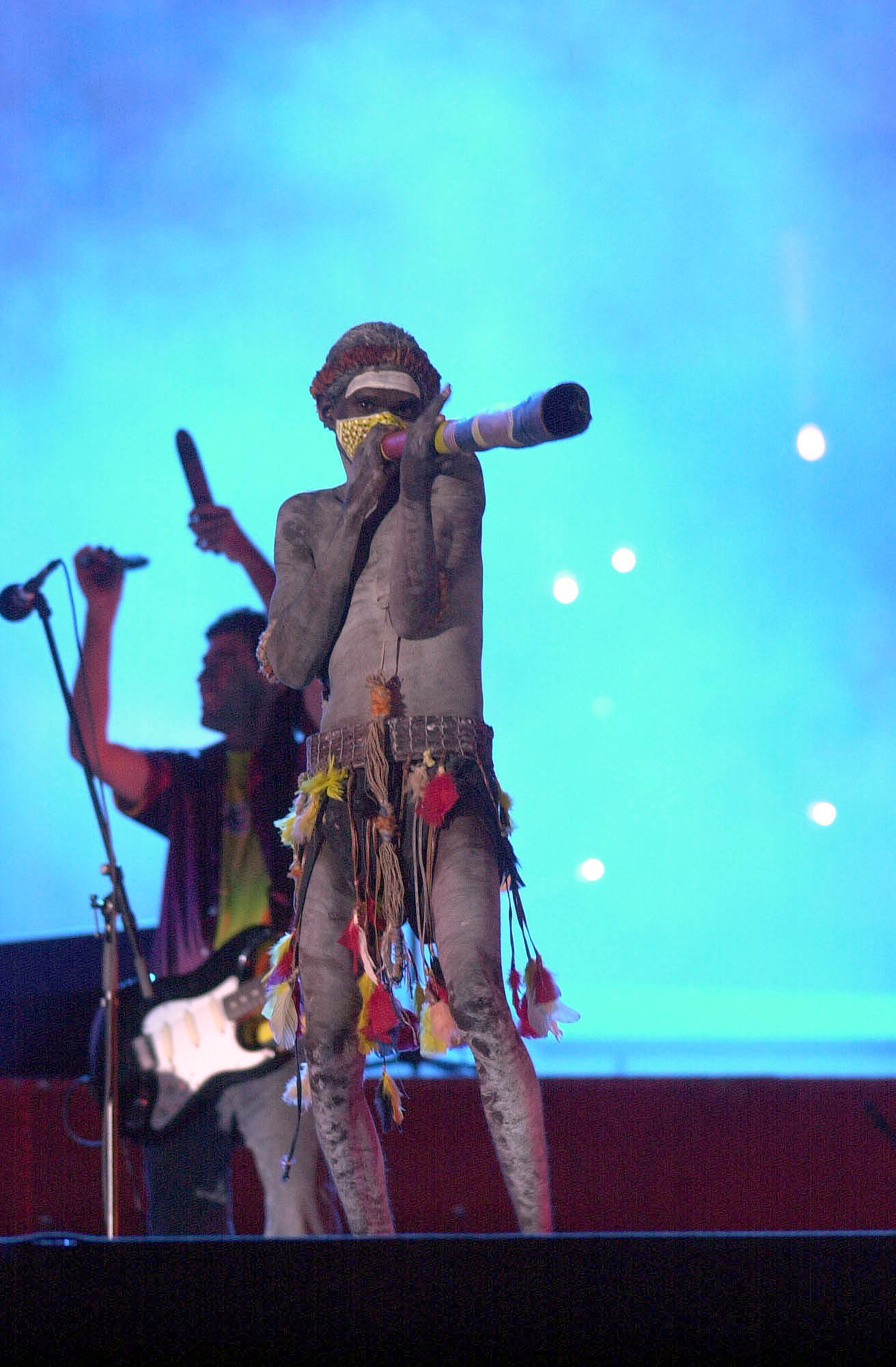
Banda aborígine australiana Yothu Yindi se apresentam no palco com didgeridoo na Cerimônia de Abertura dos Jogos Paraolímpicos de Sydney.

Na Austrália, o rock aborígene mistura estilos e instrumentos de rock (por exemplo, guitarra, baixo e bateria) com instrumentos indígenas australianos, como o Didgeridoo e palmas. O rock aborígine é executado principalmente por bandas indígenas, embora algumas bandas incluam membros não aborígines.
Bandas incluem Yothu Yindi, Us Mob e No Fixed Address. Yothu Yindi, com o vocalista Mandawuy Yunupingu, politizou as letras, como "Tratado" de 1991. Outras canções se relacionam de maneira mais geral com a cultura aborígene. Outra banda importante é a Warumpi Band, que fez turnê com o Midnight Oil. A Warumpi Band se concentra mais nos aspectos aborígenes da música, ao invés do som rock de Yothu Yindi. Nos anos 2000, bandas aborígenes como NoKTuRNL adotaram um som de rap metal ou nu metal. As instituições de treinamento formal incluem o Aboriginal Center for the Performing Arts, patrocinado pelo governo.

## Canadá
Os povos indígenas no Canadá incluem as Primeiras Nações, Métis e Inuit. Alguns exemplos de bandas ou artistas de rock indígenas canadenses incluem A Tribe Called Red, Edward Gamblin, George Leach, Derek Miller, Breach of Trust, Kashtin, Bruthers of Different Muthers, Digging Roots e Burnt Project 1.

## Equador
Várias bandas mestiças no Equador fizeram uso de elementos musicais indígenas na música rock desde os anos 1990. Rocola Bacalao integrou ritmos andinos e fez em seus textos musicais referências a cidades indígenas emblemáticas, como Pujilí em Cotopaxi. Sal y Mileto e Casería de Lagartos cunharam o gênero do novo rock equatoriano. No entanto, na década de 1980 e no início da década de 1990 o ritmo do social expresso no rock equatoriano era caracterizado pela desesperança e resistência ou mesmo resignação à repressão. Com o surgimento de um poderoso movimento indígena, o ritmo mudou. As referências mais emblemáticas ao impacto político do movimento indígena são feitas pela banda de metal Aztra e a banda de hardcore CURARE no início dos anos 2000, no auge do protesto social indígena contra o neoliberalismo e pela democratização (étnica).